# Zgornja Drava s pritoki
Zgornja Drava s pritoki este o arie protejată (arie specială de conservare — SAC, sit de importanță comunitară — SCI) din Slovenia întinsă pe o suprafață de 4.682,75 ha, integral pe uscat.

## Localizare
Centrul sitului Zgornja Drava s pritoki este situat la coordonatele 46°35′05″N 15°20′12″E / 46.5847°N 15.3367°E.

## Înființare
Situl Zgornja Drava s pritoki a fost declarat sit de importanță comunitară în aprilie 2004 pentru a proteja 8 specii de animale. Situl a fost protejat și ca arie specială de conservare în februarie 2012.

## Biodiversitate
Situată în ecoregiunile alpină și continentală, aria protejată conține 2 habitate naturale: Păduri de fag Luzulo-Fagetum, Păduri pe pante, grohotișuri și ravene de Tilio-Acerion.
La baza desemnării sitului se află mai multe specii protejate:
- mamifere (3): castor (Castor fiber), liliac cu aripi lungi (Miniopterus schreibersii), liliac comun (Myotis myotis)
- nevertebrate (4): Austropotamobius torrentium, fluturele-tigru (Callimorpha quadripunctaria), Carabus variolosus, Ophiogomphus cecilia
- pești (1): pietrar (Zingel zingel)